# ريناتو دوسينا
ريناتو دوسينا (بالإيطالية: Renato Dossena)‏ (14 أبريل 1987 بسافونا في إيطاليا - ) هو لاعب كرة قدم إيطالي في مركز حراسة المرمى. لعب مع نادي إمبولي ونادي فينيزيا ونادي كاربي ونادي كومو وASD Barletta 1922 ‏ وRovigo Calcio ‏.

## وصلات خارجية
- ريناتو دوسينا على موقع قاعدة بيانات كرة القدم.إي يو (الإنجليزية)
- ريناتو دوسينا على موقع AS.com (الإسبانية)